# آب‌انبار قملاق
آب‌انبار قملاق مربوط به دوره افشار تا دوره قاجار است و در اردکان، بلوار آیت اله خامنه‌ای، ابتدای خیابان شهید بوستانی، کوچه قملاق واقع شده و این اثر در تاریخ ۱۸ شهریور ۱۳۸۷ با شمارهٔ ثبت ۲۳۱۶۰ به‌عنوان یکی از آثار ملی ایران به ثبت رسیده است.